# Museo Casa Carranza
El Museo Casa de Carranza se encuentra localizado en la Colonia Cuauhtémoc de la Ciudad de México, México. El museo lleva el nombre del presidente Venustiano Carranza que la habitó los últimos seis meses de su vida y narra la historia de la Revolución mexicana enfocándose a la parte relacionada con Carranza, las causas del enfrentamiento de este con Álvaro Obregón y la traición de Victoriano Huerta.

## Historia de la Casa

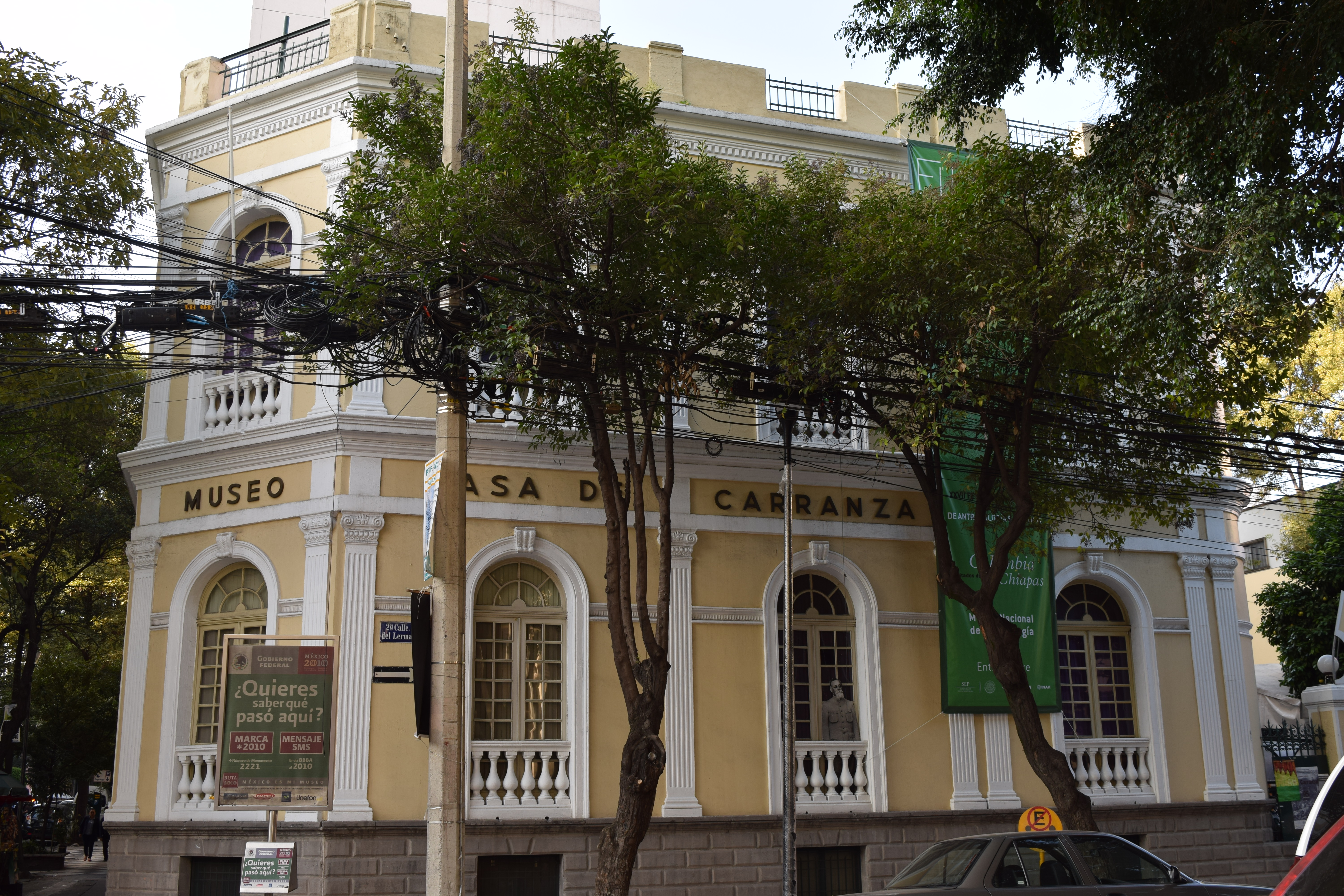
Fachada actual Museo Casa de Carranza

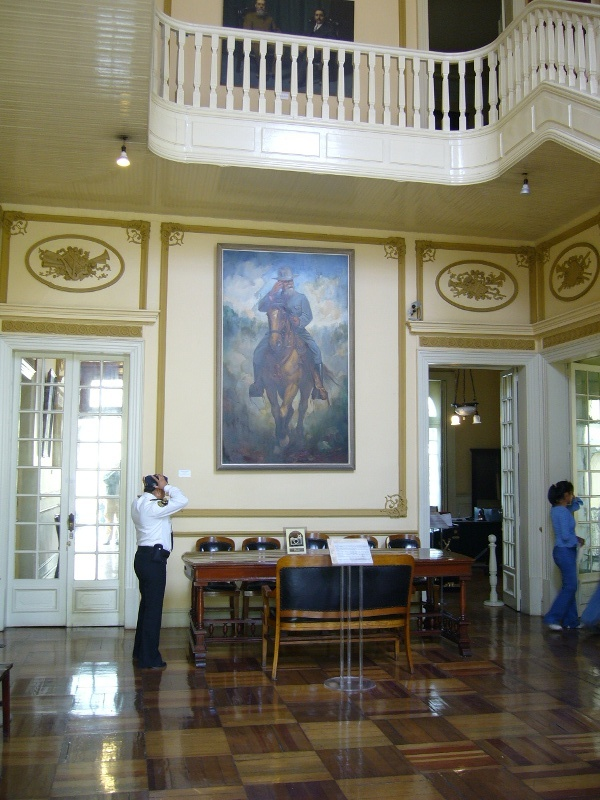
Interior del Museo con una pintura de Carranza

En 1908, el arquitecto Manuel Estampa construyó esta casa de diseño Art Nouveau para su familia y para noviembre de 1919 el presidente Venustiano Carranza la renta, aunque sólo vivió ahí 6 meses ya que en mayo de 1920 tuvo que huir de la ciudad, el 21 de mayo fue asesinado en San Antonio Tlaxcalantongo, Puebla.
Después de su muerte fue vendida, y Julia Carranza (hija del Presidente) recuperó la casa posteriormente. 
El 13 de marzo de 1942, el presidente Manuel Ávila Camacho adquirió el inmueble para ser parte del patrimonio nacional y en 1961 se constituyó como museo.